# Dmitri Sitkowetski
Dmitri Sitkowetski (russisch Дмитрий Юлианович Ситковетский, wiss. Transliteration Dmitrij Sitkovetskij; * 27. September 1954 in Baku) ist ein russischer  Violinist und Dirigent.

## Leben
Sitkowetski ist der Sohn der Pianistin Bella Davidovich und des Violinisten Julian Sitkowetski (1925–1958).
Er studierte am Moskauer Konservatorium, ab 1977 an der New Yorker Juilliard School.
1979 gewann er den Fritz Kreisler Wettbewerb, spielte als Geiger mit vielen bekannten Orchestern zusammen. Bekannt ist seine Transkription von Johann Sebastian Bachs Goldberg-Variationen für Streichtrio, die 1985 anlässlich des 300. Geburtstags Bachs auf dem Musikfestival in Korsholm zur Uraufführung kam und dem wenige Jahre zuvor verstorbenen Pianisten Glenn Gould gewidmet ist.
Seit 1990 ist Sitkowetski auch als Dirigent tätig. Er war von 1996 bis 2001 Chefdirigent des Ulster Orchestra Belfast und von 2002 bis 2005 Erster Gastdirigent beim Staatlichen Akademischen Sinfonieorchester „Evgeny Svetlanov“ in Moskau. Seit 2003 ist er Generalmusikdirektor des Greensboro Symphony Orchestra.
Er ist der Onkel des Geigers Alexander Sitkowetski.